# Wes Craven’s Wishmaster
Wes Craven’s Wishmaster ist ein US-amerikanischer Horror-B-Movie des Regisseurs, Spezialeffekt- und Make-up-Spezialisten Robert Kurtzman aus dem Jahr 1997, der von Wes Craven produziert wurde.

## Handlung
Der Film erzählt die Geschichte des Djinn, eines bösen Dämons, welcher die Weltherrschaft an sich reißen will. Damit dies gelingt, muss er den Menschen, der ihn herbeiruft, dazu bringen, dass dieser von ihm drei Wünsche erfüllt bekommen will. Im 12. Jahrhundert jedoch wird der Djinn von einem mächtigen Zauberer in einen feuerroten Opal gebannt, welcher dann in eine Götzenstatue verbaut wird.

Jahrhunderte später, im Jahre 1997, wird diese Götzenstatue in einem Hafen in den USA verladen, wobei es zu einem Unfall kommt. Die Statue zerbricht und der Opal wird freigelegt. Nach der Entdeckung des Opals wird dieser an ein Auktionshaus zur Schätzung gegeben und gerät schließlich in die Hände von Alexandra Amberson, die ihrerseits den Opal durch einen ihrer Freunde untersuchen lässt und den Djinn aus Versehen aus seinem Gefängnis befreit. Von nun an versucht der Djinn, Alexandra drei Wünsche zu erfüllen. Der Nachteil dieser Wünsche ist, dass sie tödliche Folgen für jeden Einzelnen der wünschenden Menschen haben, denn der Djinn interpretiert alle Wünsche auf grausame Weise um. Es sterben zahlreiche Menschen, denn der Djinn muss Seelen sammeln, um seine Macht zu stärken. Gestoppt werden kann er nur durch Alexandra, die ihn befreit hat. Und so wünscht sie sich am Ende, dass der Opal nie durch den Unfall am Hafen aus der Statue befreit würde, und ändert so die Geschichte. Der Unfall geschieht nie und so wird der Djinn auch nicht befreit.

## Hintergrund
- Der Film hatte ein Budget von fünf Millionen US-Dollar und kam am 19. September 1997 in die US-amerikanischen Kinos. Dabei spielte er über 16 Millionen US-Dollar ein.
- Die Dreharbeiten fanden in Los Angeles statt.
- Robert Kurtzman ist Mitbegründer der K.N.B. Effects Group und Wishmaster war sein zweiter eigener Film als Regisseur nach The Demolitionist.
- Unter denen, welche Wünsche an den Djinn äußern, befinden sich mehrere Ikonen des modernen Horrorfilms: Robert Englund alias Freddy Krueger, Kane Hodder alias Jason Voorhees und Tony Todd alias Candyman.
- Der Film war von 1999 bis 2016 indiziert, eine Neuprüfung der FSK ergab eine Freigabe ab 16 Jahren.[2]

## Kritik
- Videopower: „Banal, blutig, brutal. Dabei hätte man so viel aus der guten Idee machen können.“
- Moviestar: „Der grimmige, düstere Fantasy-Horror Wishmaster ist endlich einmal wieder ernsthafter, konsequent harter Erwachsenenhorror ohne Teenie-Darsteller und nervige Klamauk-Einlagen.“
- Cinema: „…prima Splattergrusler.“
- Lexikon des internationalen Films: „Handelsüblicher, geradlinig inszenierter Horrorfilm, der zwar mit soliden Spezialeffekten aufwarten kann, dessen Darsteller eine ähnliche Routine jedoch vermissen lassen.“[3]

## Auszeichnungen
- Der Film wurde insgesamt in zwei Kategorien für den Saturn Award nominiert: 1997 als Bester Film und 1998 in der Kategorie Best Home Video Release, jedoch konnte er keinen Preis gewinnen.

## Fortsetzungen
Aufgrund des großen Erfolges erschienen bisher drei Fortsetzungen, die alle direkt auf Video bzw. DVD veröffentlicht wurden. Bei Teil zwei führte Jack Sholder Regie. Die Teile drei und vier wurden beide von Regisseur Chris Angel inszeniert. Andrew Divoff übernahm die Rolle des Djinn nur in der ersten Fortsetzung und wurde dann von John Novak abgelöst.
- 1999: Wishmaster 2 – Das Böse stirbt nie (Wishmaster 2: Evil Never Dies)
- 2001: Wishmaster 3 – Der Höllenstein (Wishmaster 3: Beyond the Gates of Hell)
- 2002: Wishmaster 4: Die Prophezeiung erfüllt sich (Wishmaster 4: The Prophecy Fulfilled)